# Gold Hill (Nevada)
Gold Hill es una comunidad en el condado de Storey, Nevada, Estados Unidos; ubicada justo al sur y cuesta abajo de Virginia City (Nevada). Incorporada el 17 de diciembre de 1862, con el fin de impedir la anexión a su vecino (Virginia City), en un momento llegó a contar con 8 000 residentes. La prosperidad se mantuvo durante un período de 20 años entre 1868 y 1888 por la mina Comstock Lode, un gran yacimiento mineral de plata.

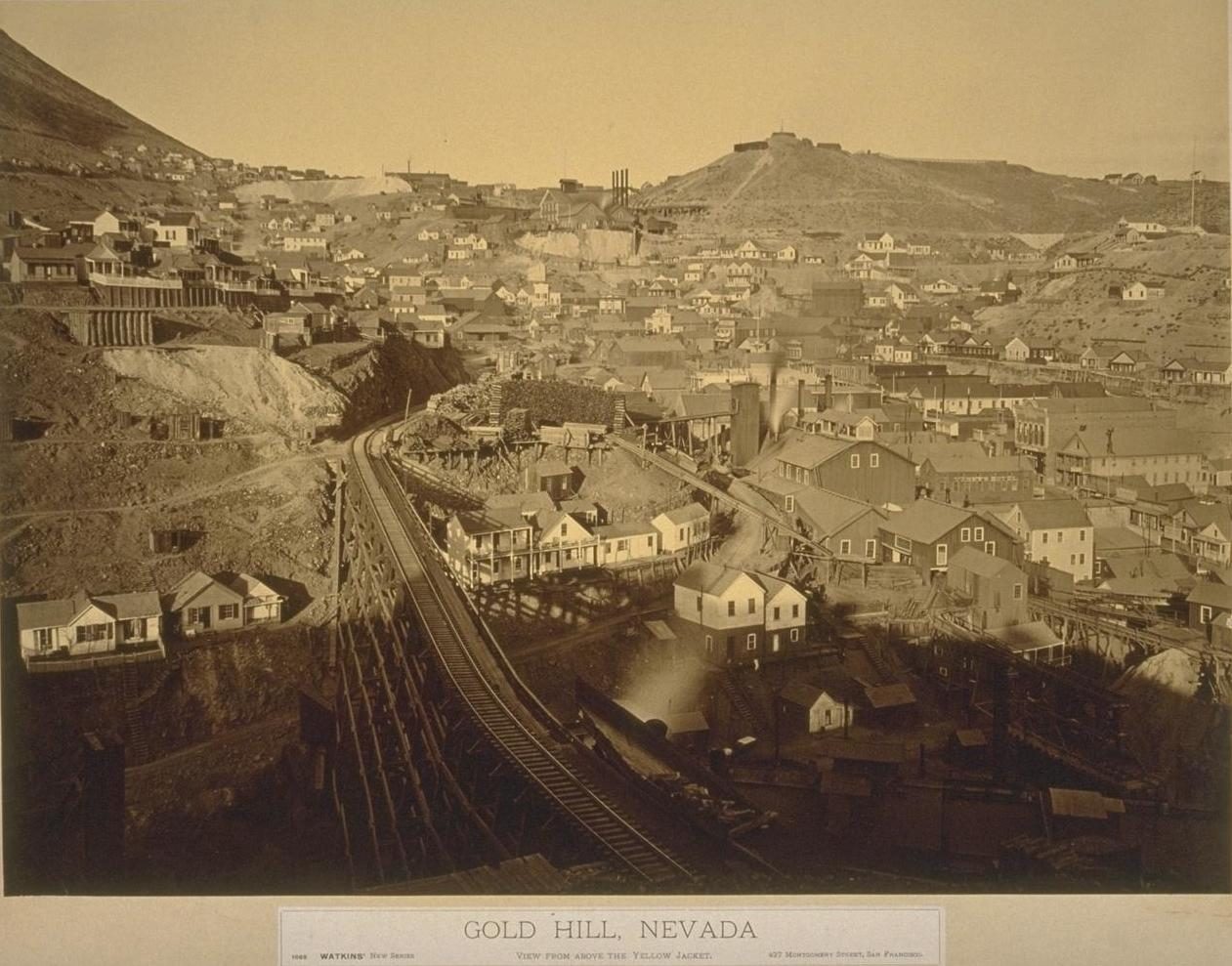
Gold Hill durante la década de 1870

Sus minas, como la Yellow Jacket, Crown Point, Belcher proporcionaron más de diez millones de dólares cada una en forma de dividendos. La oficina postal de Gold Hill se mantuvo en funcionamiento hasta 1943; hoy, Gold Hill existe como una cáscara de sí misma; su población hacia 2005 era de 191 personas. Forma parte del área metropolitana de Reno - Sparks.

Aún se pueden ver restos históricos de la ciudad, como el Hotel Gold Hill, promocionado como el hotel más antiguo de Nevada, cuyo registro de construcción es antertior a 1862; el antiguo edificio del Banco de California; el restaurado depósito del ferrocarril Virginia & Truckee; el Crown Point Mill de la era de la Depresión; y restos de varias de las minas y residencias en diversos estados de restauración y reparación. 
La población de Gold Hill fue en gran parte de córnicos y fue uno de sus principales asentamientos en el área de Comstock.
El último complejo minero que operó en la zona se encontró activo entre 1927 hasta 1942, aunque las operaciones fueron esporádicos después de 1933, cuando el precio del mineral no era rentable en cuanto a la producción. Poco menos de 100 millones de dólares es la cantidad de mineral que fue extraído hacia 1930. Todo lo que queda en pie son montacargas y la fábrica de fundición; las operaciones mineras actuales se centran en  rocas utilizadas para fines de jardinería.
En 1976, Bob Gray, un antiguo infante de marina del cuerpo de fotografía durante la Segunda Guerra Mundial y admirador del Ferrocarril de Virginia y Truckee desde que era adolescente, compró una parte de la línea de ferrocarril abandonada entre Virginia City hasta 2 km de ferrocarril hacia el sur; él ubicó una vía y comenzó a operar un ferrocarril turístico a vapor. La línea se amplió hasta Gold Hill en 1992, y en 1994 se creó la "Gold Hill Historical Society" para preservar la estación de trenes de Gold Hill, una de las pocas estructuras de madera de la región que sobrevivieron al incendio de 1875 de Virginia City.
Después de diez años de la aplicación de subvenciones, el cabildeo y la recolección de donaciones recolectadas por parte de Gold Hill Historical Society, el alcalde de Carson City aprobó la licitación de un contrato para la reconstrucción de la vía férrea entre Gold Hill y el río Carson, de quince millas de distancia. Hoy en día Gold Hill es la terminal del sur de este ferrocarril turístico, que opera trenes históricos de vapor que atraen a miles de turistas cada año.